# روث ميلر (ممثلة بريطانية)
روث ميلر (بالإنجليزية: Ruth Millar)‏ هي ممثلة بريطانية، ولدت في 1975 في غلاسكو في المملكة المتحدة.

## وصلات خارجية
- روث ميلر (ممثلة بريطانية) على موقع IMDb (الإنجليزية)
- روث ميلر (ممثلة بريطانية) على موقع قاعدة بيانات الفيلم (الإنجليزية)